# 金港街道
金港街道，原为金港镇，是中华人民共和国江苏省苏州市张家港市下辖的一个乡镇级行政单位。行政上，与张家港保税港区为区镇一体化管理。2019中国百强乡镇。新文化运动刘半农人物生于此地南沙镇。
2021年3月2日，撤镇设街道。以原金港镇长江、巫山、安利、金桥、滩上、中德、中南、中港、中苑、中兴、安定、中圩、海港、金润、长欣、南沙、香山、马桥、廊桥、金都、镇山、金香、渡口23个居委会和长江、巫山、张家港、滩上、长山、山北、柏林、东山、港西、占文、渡口、双中、老圩、新圩14个村委会区域为金港街道行政区域。

## 行政区划
金港街道下辖以下地区：
中港社区、长江社区、巫山社区、安利社区、滩上社区、海港社区、中兴社区、安定社区、中圩社区、中南社区、中德社区、中苑社区、学前社区、香山社区、元丰社区、南沙社区、德丰社区、后塍中心社区、新塍社区、金桥社区、张家港村、渡口村、双中村、老圩村、新圩村、长山村、山北村、柏林村、东山村、港西村、占文村、朱家宕村、高桥村、新塍村、袁家桥村、三角滩村、学田村、封庄村、小明沙村、朝南村、新套村、德积村、福民村、永兴村、双丰村、北荫村和晨阳村。